# تریویل (کنتیکت)
تریویل (به انگلیسی: Terryville) یک منطقهٔ مسکونی در ایالات متحده آمریکا است که در شهرستان لیچفیلد، کنتیکت واقع شده‌است. تریویل ۵٬۳۸۷ نفر جمعیت دارد.